# Niepołomice
Niepołomice (česky Nepolomice, německy Niepolomitz) je město v jižním Polsku v Malopolském vojvodství v okrese Wieliczka ve stejnojmenné městsko-vesnické gmině. V roce 2024 zde žilo 17 096 obyvatel.

## Památky
- Královský zámek
- Kostel Deseti tisíc mučedníků

## Partnerská města
- Enköping, Švédsko
- Jawor, Polsko
- Monselice, Itálie
- Palestrina, Itálie
- Saint-Jean-de-la-Ruelle, Francie
- Slavuta, Ukrajina
- Sykies, Řecko
- Szécsény, Maďarsko
- Weingarten, Německo

## Osobnosti
- Kazimierz Sosnowski (1875–1954) – zakladatel polské organizované turistiky a etnograf
- Emil Bobrowski (1876–1938) – rakouský lékař a politik polské národnosti
- Walerian Czuma (1890–1962) – polský generál